# Jan Geerdinck
Johannes (Jan) Antonius Geerdinck (Groenlo, 8 april 1902 – Utrecht, 16 mei 1977) was een Nederlandse geestelijke en priester van de Rooms-Katholieke Kerk.
Geerdinck bezocht de seminaries van Culemborg en Rijsenburg en promoveerde aan het Seminarie Maggiore al Laterano in de beide rechten. Hij werd in 1926 priester gewijd en werkte vervolgens als kapelaan in Jutphaas. In 1931 werd hij benoemd tot secretaris van aartsbisschop Joannes Jansen. Diens opvolger, kardinaal de Jong, handhaafde Geerdinck in die functie en bevorderde hem in 1947 tot vicaris-generaal van het aartsbisdom Utrecht. Toen De Jong al in de oorlog zijn gezondheid achteruit zag gaan, nam Geerdinck feitelijk het bestuur van het aartsbisdom over. Algemeen werd aangenomen dat Geerdinck, toen kardinaal de Jong in 1951 een hulpbisschop mocht aanstellen, zou worden benoemd tot coadjutor. Maar de leden van het metropolitaan kapittel plaatsten Geerdinck als tweede op de terna en droegen de relatief onbekende Bernardus Alfrink voor als eerste kandidaat. Geerdinck bleef na Alfrinks komst, die nu als hulpbisschop het bestuur van het aartsbisdom op zich nam, in naam vicaris-generaal maar de facto trok hij zich als zodanig terug, om de nieuw benoemde bisschop niet voor de voeten te lopen. Dit alles leidde onder de Utrechtse priesterstand tot een zekere opluchting want Geerdinck had het aartsbisdom met straffe hand bestuurd. In 1951 benoemde kardinaal de Jong zijn vroegere vicaris tot officiaal van het aartsbisdom. In die hoedanigheid kreeg Geerdinck te maken met een toenemend aantal echtscheidingen en uittredende priesters.
In 1958 werd Geerdinck daarnaast president van het grootseminarie Rijsenburg. Dit werd geen succes. De priesterstudenten vonden geen aansluiting bij Geerdincks ouderwetse manier van leiding- en lesgeven en kwamen zelfs in 1962 openlijk tegen Geerdinck in opstand, waarna de laatste zijn ontslag aanbood.